# 棘刺龍蝦
棘刺龍蝦（Palinurus elephas）是龍蝦科中有名的成員，也是十分常見的海產之一。分布於地中海及東大西洋（挪威南部至摩洛哥）。

## 名稱
種名在拉丁語中意思是“象”，可譯為“象龙虾”。中文名「棘刺龍蝦」源于误译：在英语中，龙虾被称为“刺鳌虾（spiny lobster）”，而中文习惯上将鳌虾（lobster）稱为“龙虾”，故名。

## 體型
棘刺龍蝦為龍蝦科體型最巨大且最長壽的成員之一，成年體型可長到65公分以上，目前記錄中，最大型的棘刺龍蝦長達85公分以上，重達20公斤，並足足活了100年以上。

## 特徵
棘刺龍蝦的體色因年長程度而變化，成年的棘刺龍蝦的體色大部份是紅褐色或是藍綠色，若是老年棘刺龍蝦的體色就會偏向紅橘色（越年老，體色越紅）。棘刺龍蝦的背上有許多棘刺，是一個十分明顯的特徵。

## 遷移
棘刺龍蝦會在海底排成一排，遷移到另一個棲地，最近，科學家才發現同科的眼班龍蝦，也有這種習性，並且是以地球磁場來辨別位置，以防迷路，同樣的，棘刺龍蝦也有與眼班龍蝦用同樣的方法，判斷精確位置。